# Park Jung-bin
Park Jung-bin ((박정빈?, 朴貞彬?); Pusan, 22 febbraio 1994) è un calciatore sudcoreano, attaccante del Visakha.

## Carriera
Nella stagione 2012-2013 ha giocato 9 partite in Bundesliga con il Greuther Furth. Il 18 novembre 2019 firma da svincolato con il Servette fino al termine della stagione con un'opzione per quella successiva. Il 23 novembre fa il suo esordio in campionato, sostituendo Sébastien Wüthrich durante il secondo tempo della partita giocata in casa contro il Basilea. L'8 dicembre segna la sua prima rete in Super League, superando per tre volte, al Letzigrund, il portiere dello Zurigo Yanick Brecher.